# 周文中
周文中（1923年7月28日—2019年10月25日），男，祖籍江苏常州，生于山东烟台，美籍华裔作曲家。作曲家尼古拉斯·斯洛尼姆斯基表示周文中是最早將東方音樂的旋律和節奏導入當代西方音樂的作曲家之一。

## 生平
祖籍常州，1923年生于烟台，1945年在國立重慶大學取得土木工程學位。1946年獲得全額獎學金，前往美國耶鲁大學就讀建築，但不久改讀新英格蘭音樂學院。1949年移居紐約，师从法裔现代派作曲家大师埃德加·瓦雷兹，並取得哥倫比亞大學碩士學位，后来成为瓦雷兹作品的保管人，并致力于校订瓦雷兹作品。1958年加入美籍。1964年起於哥倫比亞大學任教，其學生包括洪靖年、周龍、陳怡、谭盾、盛宗亮、瞿小松等人，1991年退休。
旅行者金唱片在收集錄音時，周文中推薦了管平湖所彈奏的《流水》。
1978年创办“美中艺术交流中心”，组织了美国小提琴家艾萨克·斯特恩在中国的巡回演出，将亚瑟·米勒的话剧《推销员之死》带到中国，推动了中美文化艺术交流。
2018年11月星海音樂學院成立「周文中音乐研究中心」並舉辦首屆「周文中國際音樂學術研討會」。
2019年10月25日在美国家中去世，享年96岁。

## 作品

### 作曲
周文中的創作吸收了瓦雷兹的风格，又有强烈的东方色彩。節選如下：
- 唐詩七首，為高音及器樂合奏，1952年出版（Th. Presser Co.）
- 管弦乐《山水画》，1960年出版（C. F. Peters）
- 管弦乐《花月正春開》，1960年出版（C. F. Peters）
- 豎琴及木管五重奏組曲，1962年出版（C. F. Peters）
- 民歌三首，為豎琴及豎笛之室內樂，1965年出版（C. F. Peters）
- 《草书》，為長笛與鋼琴，1965年出版（C. F. Peters）
- 《乘風而去》，為木管樂團，1965年出版（C. F. Peters）
- 九重奏《渔歌》，1965年出版（C. F. Peters）
- 未出版作品
  - 《花落知多少》
  - 《唐人得意小品两首》
  - 《陽關三疊》
  - 清唱剧《思凡》
  - 《卦喻》

### 著作
- 《匯流：周文中音樂文集》，上海音樂學院出版社

## 獲獎與榮譽
- 古根海姆獎，1957年及1959年二次[10]
- 美國藝術文學院院士[3]
- 國際當代音樂協會（英语：International Society for Contemporary Music）榮譽會員[3]
- 亞洲作曲家聯盟榮譽會員[3]
- 法國政府授「藝術與文學騎士」[3]

## 評價
周文中曾自評：「我早期的作品都是以中國傳統的音樂語民謠作素材，而我近期的作品，這些中國傳統的因素僅是一個出發點。比方說，我對中國古琴有濃厚的興趣，我認為古琴音樂最能代表中國古代的文化精神，從其中我發現了中國和東方音樂的特性，主要在於重視每個音的音色和指法的用處，因此在我的作品中，也就根據此為出發點⋯⋯。樂器的組織方面，我也不是根據西洋的組織法來創造，而是根據古代的樂曲，像唐朝的大曲和宋朝的曲譜這些材料來運用，因為我受了中國文藝思想的影響很大；在哲學方面，我發現易經的材料對作曲有很大的功效，根據易經的影響我也寫了幾首作品，像『卦喻』是為管弦樂隊寫的；『變』是為鋼琴、木管和打擊樂器的是內協奏曲。這都是以易經中種種看法來處置材料；另外我的作品也受書法的影響，因為書法中有特殊的中國藝術性，因此，在造形藝術方面，反常常給我靈感。」:14

## 家庭
妻子張易安，鋼琴家。岳父張歆海，中華民國學者、文学家、外交官，亦為美國作家，早年获哈佛大学英語文學博士学位。

## 外部連結
- 官方网站